# Internationale Grenzland-Filmtage Selb

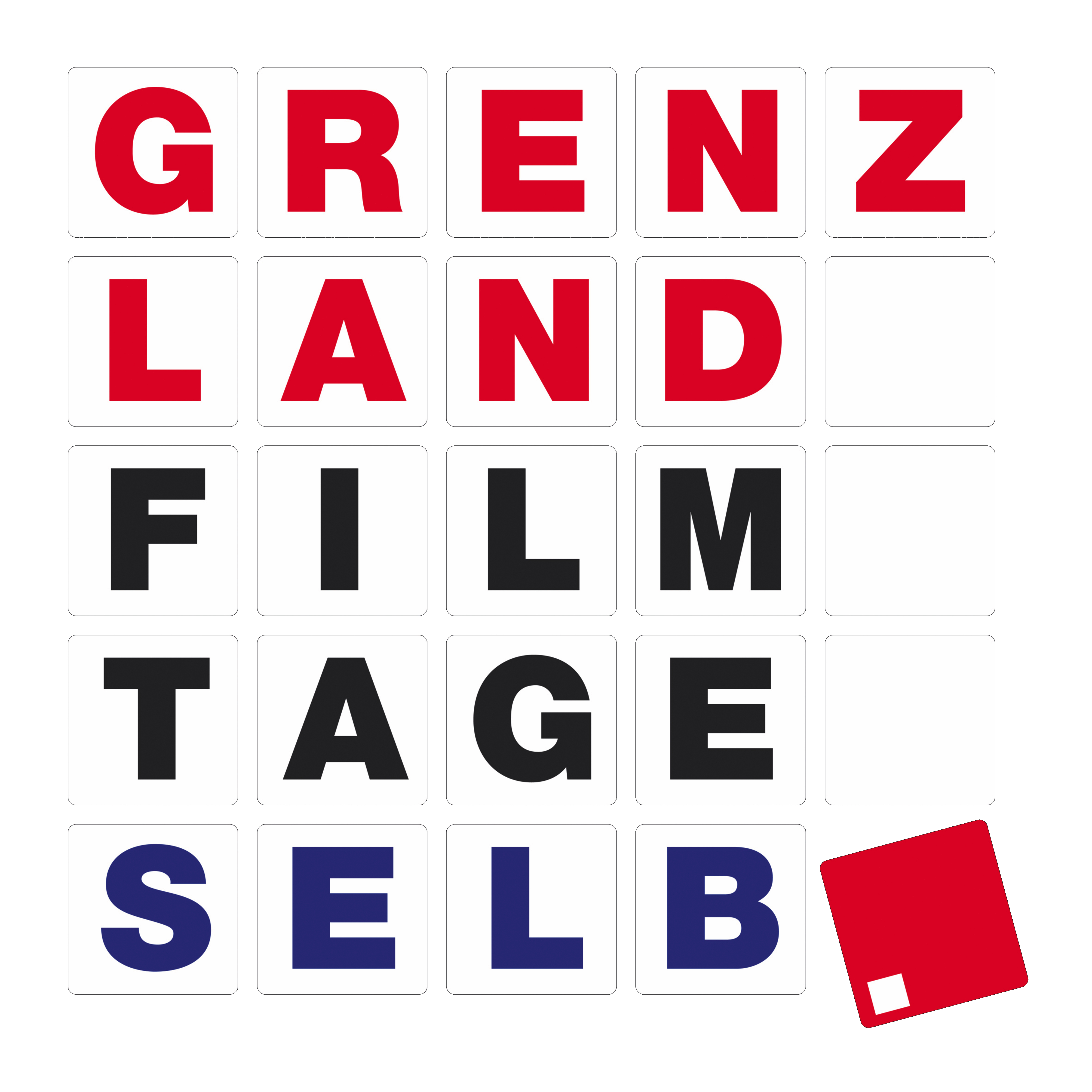
Logo der Internationalen Grenzlandfilmtage-Selb

Die Internationalen Grenzland-Filmtage Selb sind ein seit 1977 jährlich – traditionell in der Woche nach Ostern – in Selb in Bayern stattfindendes, deutsches Filmfestival. Gezeigt werden Filme, die sich mit Grenzen beschäftigen und die unter die Haut gehen. Im Fokus stehen  seit Gründung des Festivals Filme und Themen aus dem osteuropäischen Raum. Bis heute ist das Festival rein ehrenamtlich organisiert.

## Geschichte

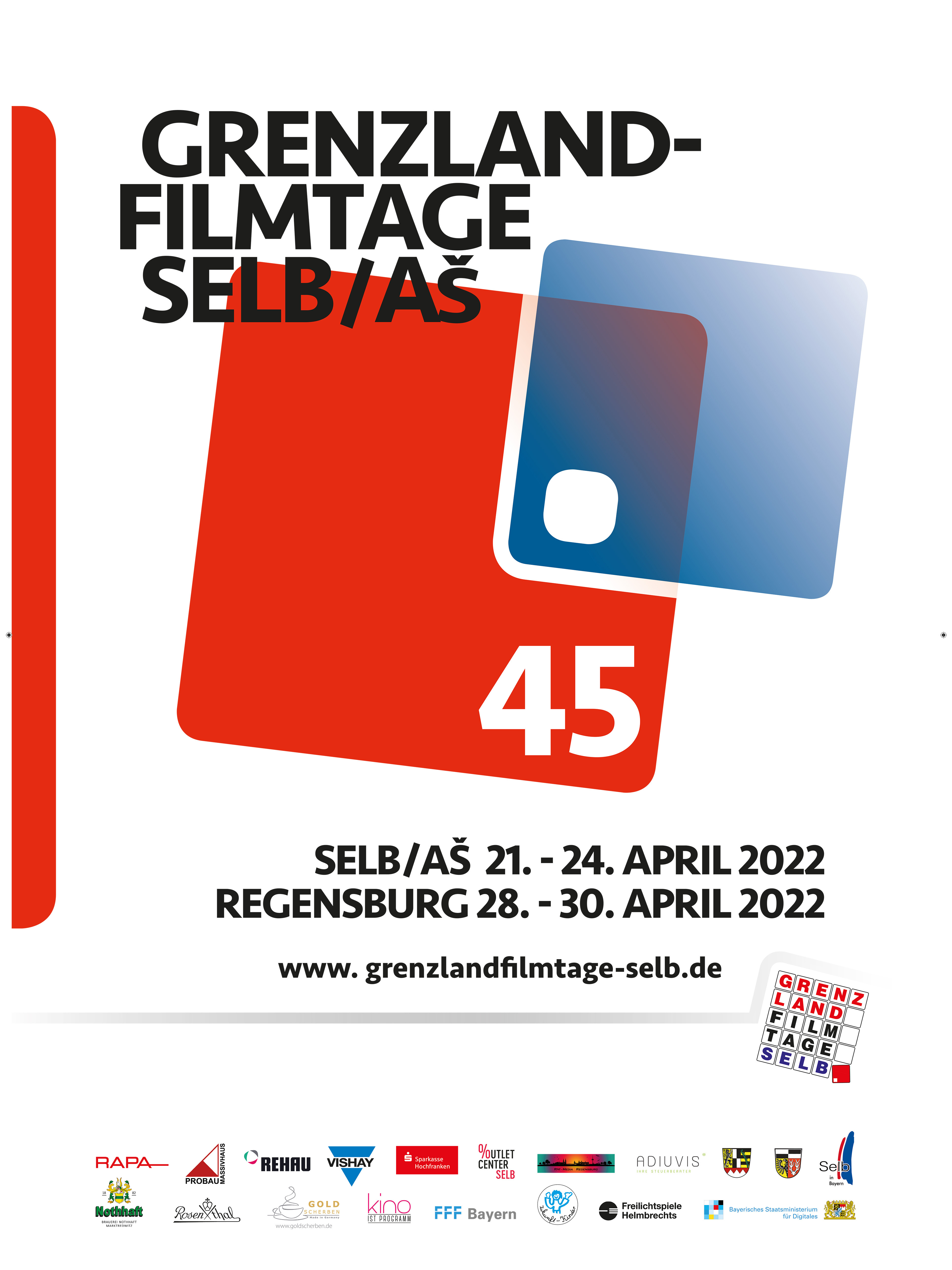
Plakat der Internationalen Grenzlandfilmtage-Selb 2022

Ins Leben gerufen wurde das Festival von Jugendlichen aus der Region, die Film, Kunst und Kultur in die ländliche Grenzregion bringen wollten. 1977 organisierte die Gruppe junger Menschen erstmals ein Filmfestival, damals noch unter dem Namen „1. Wunsiedler Filmtage“, die sie im Jugendzentrum „Goetheschuppen“ der Stadt Wunsiedel durchführten. 1978 zog das Festival nach Bad Alexandersbad und wurde in „Grenzlandfilmtage“ umbenannt. Zudem spezialisierte sich das Festival auf das Thema Osteuropa und fand zu seinem Profil als osteuropäisches Filmforum.
In die heutige Spielstätte, nach Selb, zog das Festival 1981. Bekannte Filmemacher wie Jürgen Böttcher, Aki Kaurismäki, Dušan Makavejev, Rüdiger Nüchtern, Günter Reisch, Eldar Rjasanow, Aleksandr Rogozhkin besuchten im Laufe der Jahre die Grenzland-Filmtage. In den 1990er Jahren profitierte das Festival stark von der Wende und es gab mehr Zuschauer und Gästen, die das Festival besuchten. Das „kleine Festival mit einer langen Tradition“, wie es sich selbst bezeichnet, bringt somit ungewöhnliche, provokante und neue Filme und Filmemacher nach Selb. Es konnte sich als ein internationales Filmfestival etablieren, und zur kulturellen Vielfalt der Grenzregion um Selb beitragen.
Nachdem die 43. Grenzland-Filmtage im Jahr 2020 aufgrund der Corona-Pandemie nicht stattfinden konnten, wurden die 44. Grenzland-Filmtage im Jahr 2021 als Online-Festival veranstaltet. Um auch zuhause Festivalatmosphäre entstehen zu lassen, gab es wie im Kino eine Eröffnungsveranstaltung und Anmoderationen zu jedem Filmblock sowie eine virtuelle Festivalkneipe. Zudem wurden Grußbotschaften von Filmschaffenden und aufgezeichnete Filmgespräche gezeigt. Durch das Online-Format konnten fast 100 Filme – so viele wie noch nie – aus aller Welt innerhalb von zwei Wochen gezeigt werden.
Die 45. Grenzland-Filmtage fanden im Jahr 2022 wieder live und mit Publikum in Selb und in der tschechischen Partnerstadt Aš statt. Zum ersten Mal wurden auch in Zusammenarbeit mit dem Europaeum (Ost-West-Zentrum der Universität Regensburg) in den Kinos im Andreasstadel in Regensburg osteuropäische Filme gezeigt. Zudem wurde das Festival nicht im Kino, sondern im Rosenthal-Theater in Selb durchgeführt. Passend dazu wurde ein Rahmenprogramm zum Thema Theater und ein Stummfilmkonzert geboten. Die Zusammenarbeit mit der Universität Regensburg wurde 2023 fortgesetzt.
Die Internationalen Grenzland-Filmtage Selb sind ehrenamtlich organisiert und werden vom Verein zur Förderung grenzüberschreitender Film- und Kinokultur e.V. veranstaltet.

## Ziele
- dauerhafte Installation der internationalen Grenzland-Filmtage in Selb
- Pflege der Kultur und Integration in die Region Fichtelgebirge
- Kommunikation mit jungen Menschen und deren Einbindung
- Nachwuchsförderung
- Begegnungen mit Filmschaffenden, Besuchern der Filmtage, den Sponsoren und den Vereinsmitgliedern
- Eine regelmäßige Kommunikation der Verantwortlichen mit den Mitgliedern des Vereins (z. B. Stammtische in Selb und in Hof)[8]

## Preise
Publikumspreise
Die Zuschauer bestimmen jedes Jahr über den besten Spielfilm, Dokumentarfilm, Kurzfilm und mittellangen Spielfilm. In Kooperation mit der Rosenthal GmbH werden die Gewinner in Form einer Porzellanvase geehrt.
Jury-Filmpreis „Osteuropäischer Film“
Der Gewinner des Preises für den besten osteuropäischen Film wird durch eine wechselnde Jury bestimmt und von der Stadt Selb gestiftet. Er ist mit einem Preisgeld in Höhe von 1.500 € dotiert.
Jury-Preis „Nachwuchs-Filmpreis“
In Kooperation mit der Sparkasse Hochfranken werden die besten Werke der Nachwuchsfilmschaffenden mit dem „Nachwuchs-Filmpreis“ gekürt und mit einem Preisgeld in Höhe von 500 € belohnt. Welches das gelungenste Werk von Nachwuchsfilmschaffenden ist, entscheidet eine wechselnde Jury.
Indie-Award
Der Preis für den besten Independent-Film wurde 2022 zum ersten Mal vergeben. Gestiftet von der Firma PROBAU Massivhaus GmbH und dotiert mit einem Preisgeld in Höhe von 500 € wird der Preis von der Independent Filmakademie Fichtelgebirge ausgewählt.
ZuKi-Filmpreis Kinderfilm
Der beste Kinderfilm wird von 250 ZuKis (Zukunft Kinder e.V.), also Hortkinder, vergeben. Sie besuchen am Donnerstagvormittag vor der offiziellen Eröffnung das Kino und stimmen über den besten Kinderkurzfilm ab.

## Partnerfestivals
- Zubroffka Int. Short Film Festival (Polen)
- CineFest Miskolc (Ungarn)[10]